# Liste der Kulturdenkmäler in Pfeffelbach
In der Liste der Kulturdenkmäler in Pfeffelbach sind alle Kulturdenkmäler der rheinland-pfälzischen Ortsgemeinde Pfeffelbach aufgeführt. Grundlage ist die Denkmalliste des Landes Rheinland-Pfalz (Stand: 6. September 2022).

## Einzeldenkmäler
| Bezeichnung              | Lage                                      | Baujahr         | Beschreibung | Bild |
| ------------------------ | ----------------------------------------- | --------------- | --- | ---- |
| Schulhaus                | Brunnenstraße 2 Lage                      | 1902            | ehemalige Schule; durch Treppenhaus verbundener Unterrichtsflügel und Lehrerwohnhaus, bezeichnet 1902; ortsbildprägend                  | BW   |
| Evangelische Pfarrkirche | Kirchenstraße 4 Lage                      | 1806            | Westwand des romanischen Turms im Saalbau von 1806 bis 1811, Erweiterung 1862; Keilstein bezeichnet 1758 (Spolie); Stumm-Orgel von 1893 | BW   |
| Kriegerdenkmal           | Kirchenstraße, bei Nr. 4 im Kirchhof Lage | 20. Jahrhundert | Kriegerdenkmal 1914/18 und 1939/45 | BW   |